# Barbara Crampton
Barbara Crampton (Levittown, 27 de dezembro de 1958) é uma atriz estadunidense. Ela fez sua estreia na televisão em 1983 na soap opera Days of Our Lives, seguido por um papel no filme em Dublê de Corpo em 1984, antes de ganhar maior visibilidade na comédia de terror Re-animator: A Hora dos mortos vivos (1985). Crampton desde então estrelou em uma variedade de filmes, incluindo Chopping Mall (1986), Do Além (1986), Herança Maldita (1995), Você é o Próximo (2011), Ainda Estamos Aqui (2015), Irmã (2016) e Jakob's Wife (2021). Ela também é conhecida por interpretar Leanna Lovena série de televisão The Young and the Restless, pelo qual foi indicada para o prêmio Soap Opera Digest em 1990.
Recentemente, ela interpretou Vanessa Moss na série de televisão Channel Zero: The Dream Door (2018) do canal Syfy.